# Полуторниковское сельское поселение
Полуторнико́вское се́льское поселе́ние —  упразднённое в 2020 году муниципальное образование в Тисульском районе Кемеровской области. 
Административный центр — посёлок Полуторник.

## История
Полуторниковское сельское поселение образовано 17 декабря 2004 года в соответствии с Законом Кемеровской области № 104-ОЗ.
Упразднено с 15 ноября 2020 года в связи с преобразованием Тисульского района в муниципальный округ.

## Население
| 2010 | 2011  | 2012  | 2013  | 2014  | 2015  | 2016 | 2017 | 2018 |
| ---- | ----- | ----- | ----- | ----- | ----- | ---- | ---- | ---- |
| 1143 | ↘1138 | ↘1118 | ↘1079 | ↘1041 | ↘1012 | ↘996 | ↘977 | ↘940 |
| 2019 | 2020  |       |       |       |       |      |      |      |
| ↘880 | ↘879  |       |       |       |       |      |      |      |

## Состав сельского поселения
| № | Населённый пункт | Тип населённого пункта          | Население |
| - | ---------------- | ------------------------------- | --------- |
| 1 | Камень-Садат     | посёлок                         | 9         |
| 2 | Полуторник       | посёлок, административный центр | 1134      |
| 3 | Яковлевка        | посёлок                         | →0        |